# Dardan (rapper)
Dardan Mushkolaj, noto semplicemente come Dardan (Stoccarda, 2 ottobre 1997), è un rapper tedesco.

## Biografia
Nato a Stoccarda da genitori albanesi del Kosovo, ha visto la svolta commerciale attraverso il primo album in studio Hallo Deutschrap, uscito nel 2017, che è entrato all'11º posto nella Album-hitparade svizzera, al 25º nelle Offizielle Deutsche Charts e al 44º nella Ö3 Austria Top 40.
Il terzo EP Hypnotize ha prodotto l'estratto Facetime, la sua prima top ten in Germania e che ha conseguito la certificazione di platino dalla Bundesverband Musikindustrie con oltre 400 000 unità vendute nel medesimo suolo.
I dischi successivi Sorry..., Soko Disko e Mister Dardy si sono tutti e tre classificati all'interno della top twenty tedesca. La BVMI ha conferito all'artista otto ulteriori dischi d'oro e uno di platino, equivalenti a un totale di 2 milioni unità certificate complessivamente.

## Discografia

### Album in studio
- 2017 – Hallo Deutschrap
- 2019 – Sorry...
- 2020 – Soko Disko
- 2021 – Mister Dardy
- 2022 – DardyNextDoor
- 2023 – Dardania
- 2024 – Eurosport (con Azet)
- 2024 – Mr. Untouchable

### EP
- 2018 – Dardy Luther King (Pt. I)
- 2018 – Dardy Luther King (Pt. II)
- 2018 – Hypnotize
- 2020 – Rush Hour (con Monet192)
- 2021 – Emerald (con Nimo)
- 2022 – Blackrock (con Nimo)

### Singoli
- 2017 – Mister Dardy
- 2017 – Miami Vibes
- 2017 – Kripos jagen mich
- 2017 – Telefon (con Nimo)
- 2017 – Tango & Cash (con Buta)
- 2018 – Caipirinha (con Jubin)
- 2019 – Coco Mama
- 2019 – Sorry
- 2019 – A Milly (feat. Mozzik)
- 2019 – Wer macht para 2 (con Eno)
- 2019 – Wo??? (con Patron)
- 2019 – Standort (con Pietro Lombardi)
- 2020 – 6AM.........
- 2020 – Dayyytona
- 2020 – H<3tel (con Monet192)
- 2020 – Wie lang?????????
- 2020 – Viele (con Veysel)
- 2020 – Gar kein Bock (con Monet192)
- 2021 – Habibi (con Ricky Rich e Zuna)
- 2021 – GTA
- 2021 – Cloud 7 (con Cro)
- 2021 – B.I.B.O. (con Nimo)
- 2021 – High (con Hava)
- 2022 – Alles gut (con Noizy e Jugglerz)
- 2022 – I Don't Wanna Party No More
- 2022 – Paris
- 2022 – Warum bist du so (con Mike Singer)
- 2022 – Obsessed (con RAF Camora)
- 2022 – Prime (con Omar)
- 2022 – Bandita (con Noizy)
- 2022 – Day & Night (con Hava)
- 2022 – On Fire (con Ricky Rich)
- 2022 – Mi amor (con Bené oppure Il Ghost e LJK)
- 2022 – Parfum
- 2022 – Money (con Azad e Yustinez ZA)
- 2022 – Millionär (con Nimo)
- 2022 – Ende (con Nimo)
- 2022 – Nur dich (con Nimo)
- 2022 – Soho (con Billa Joe e Vøgue)
- 2022 – One More Time (con Nimo)
- 2023 – Laufen
- 2023 – Zangar zangar (con Kurdo)
- 2023 – Du bist mein (con Makar)
- 2023 – Glizzy (con Jamule)
- 2023 – Manolo
- 2023 – Normal (con Hava)
- 2023 – Gang (con Azet)
- 2023 – Malli (con Azet)
- 2023 – Pse
- 2023 – Killa (con Hava)
- 2023 – Penelope
- 2023 – Easy Go (con Samra)
- 2023 – Una palabra (con Veysel)
- 2023 – Baby schrei (con Yakary)
- 2024 – Eurosport (con Azet)
- 2024 – Pa mu (con Azet)
- 2024 – Bebe (con Azet)
- 2024 – Ekipa (con Azet)
- 2024 – Nihna (con Elvana Gjata e Çelik Lipa)
- 2024 – Wie du
- 2024 – RiRi
- 2024 – Ich bring dir keine Blumen
- 2024 – Für immer (con Hava)
- 2024 – Blanco
- 2024 – Origin (con Lacrim)
- 2024 – Deri sabah (con Çelik Lipa, Kidda e MC Kresha)
- 2024 – Mafia (con Soufian)
- 2025 – Wer macht Para 3 (con Eno e Daniel Slump)
- 2025 – Schmerz
- 2025 – Tutto bene (con Morad)
- 2025 – 19 (con i Tingulli Trent)
- 2025 – Luje
- 2025 – Qa ki? (con Kidda e Kida)
- 2025 – Highlight (con Jamin)